# Rancharia (ort)
Rancharia är en ort i Brasilien.   Den ligger i kommunen Rancharia och delstaten São Paulo, i den södra delen av landet, 800 km söder om huvudstaden Brasília. Rancharia ligger 521 meter över havet och antalet invånare är 25 530.
Terrängen runt Rancharia är huvudsakligen platt. Rancharia ligger uppe på en höjd. Rancharia är det största samhället i trakten.
Trakten runt Rancharia består i huvudsak av gräsmarker. Runt Rancharia är det glesbefolkat, med 17 invånare per kvadratkilometer.